# Bułgarski Rząd Narodowy
Bułgarski Rząd Narodowy (niem. Bulgarische Nationalregierung, bułg. Българско национално правителство) – kolaboracyjny rząd bułgarski działający przy władzach III Rzeszy pod koniec II wojny światowej.
6 września 1944 Carstwo Bułgarii, dotychczasowy sojusznik III Rzeszy, przeszło na stronę aliantów, podejmując wkrótce działania wojenne przeciwko wojskom niemieckim. Przywódca nazistowskiego Narodowego Ruchu Socjalnego, Aleksandyr Cankow, udał się do Wiednia, gdzie zorganizował proniemiecki marionetkowy Bułgarski Rząd Narodowy, stając na jego czele. 16 września wygłosił przez radio przemówienie, ogłaszając fakt utworzenia rządu i zapowiadając walkę o wyzwolenie Bułgarii z żydowsko-bolszewickimi agresorami. W stolicy Austrii znaleźli się też niektórzy politycy i wojskowi bułgarscy, jak generał Nikoła Żekow, czy Stefan Marinow, a także Iwan Michajłow, przywódca Wewnętrznej Macedońskiej Organizacji Rewolucyjnej. Poparli oni rząd Cankowa. Jego działalność ograniczyła się faktycznie do sprawowania politycznego zwierzchnictwa nad formowanym od listopada w Austrii Bułgarskim Pułkiem Grenadierów SS. Z ramienia rządu jego dowódcą został pułkownik Iwan Rogozarow. Pułk w ostatnich dniach wojny wziął udział w krótkotrwałych walkach z Armią Czerwoną. W lutym 1945 rząd Cankowa przeniósł się do Altaussee, po czym 10 maja rozwiązał się. Aleksandyr Cankow, w ojczyźnie skazany na karę śmierci, po zakończeniu wojny wyemigrował do Argentyny, gdzie zmarł w 1959.